# Résolution 126 du Conseil de sécurité des Nations unies
Membres permanents
- Chine (Taïwan)
- États-Unis
- France
- Royaume-Uni
- URSS

Membres non permanents
- Australie
- Colombie
- Cuba
- Iraq
- Philippines
- Suède

Résolution no 125 Résolution no 127
La résolution 126 du Conseil de sécurité des Nations unies est une résolution du Conseil de sécurité des Nations unies adoptée le 2 décembre 1957.
Cette résolution, la cinquième et dernière de l'année 1957, relative à la question Inde-Pakistan,  au vu du rapport de Gunnar V. Jarring, qui avait été demandé par la résolution 123,  prend note du désir sincère exprimé par les gouvernements indiens et pakistanais de chercher une solution pacifique, inquiet qu'aucun progrès n'ait été réalisé, considérant l'importance de la démilitarisation de l'état de Jammu et Cachemire, rappelant ses résolutions antérieures,
- invite les gouvernements indien et pakistanais à ne rien faire ou dire qui pourrait aggraver la situation,
- prie le représentant des Nations unies de se rapprocher de ces gouvernements pour les inciter à prendre toutes les mesures en vue de faciliter un règlement pacifique,
- autorise le représentant des Nations unies à se rendre dans la péninsule à ces fins,
- charge le représentant des Nations unies à faire son rapport aussi rapidement que possible.

La résolution a été adoptée par 10 voix pour avec 1 abstention.
L'Union des républiques socialistes soviétiques s'est abstenue.

## Texte
- Résolution 126 sur fr.wikisource.org
- Résolution 126 sur en.wikisource.org